# 朱理存
朱理存（1940年4月20日—2020年9月8日），女，江苏宜兴人，中国专业画家，擅长中国画。一级美术师。中国女画家协会顾问，中央文史研究馆书画院院部委员，北京市文史研究馆馆员，中国国家画院国画专业外聘研究员。

## 生平
1955年考入中央美术学院附中，1959年毕业后保送至中央美术学院国画系，师从叶浅予、蒋兆和、李可染诸先生。期间与男同学马振声相识相恋。1964年毕业后，分配至中国美术家协会四川分会（1993年改称四川省美术家协会）从事美术创作。1999年至2007年，担任四川省美术家协会副主席。
2020年9月8日凌晨5时48分在北京逝世，终年80岁。

## 作品
她的创作题材多为农村妇女、儿童的日常生活。最初主要创作写意画，1980年代后主攻工笔画，二十年后又复归写意。主要作品有《踏歌图》《姑娘们的节日》《赶场天》等。
1957年，马振声、朱理存合作的《酒歌图》获莫斯科第三届世界青年联欢节美术展三等奖。1973年的《叔叔喝水》为朱理存的成名作。打倒四人帮后，她与马振声去西藏写生，合作长卷《酒歌图》，表现西藏人民在庆祝丰收时的场景。1980年创作第一张工笔画《踏歌图》，为《酒歌图》的一个舞蹈场面。

## 出版物
- 朱理存. . 中国画技法丛书. 北京: 人民美术出版社. 2010. ISBN 9787102049007.
- . 北京: 荣宝斋出版社. 2013. ISBN 9787500316978.
- . 天津: 天津人民美术出版社. 2014. ISBN 9787530565155.